# 布达佩斯第二十三区

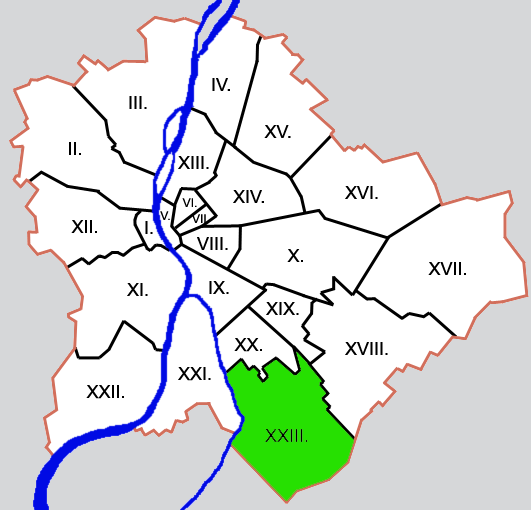
所在位置

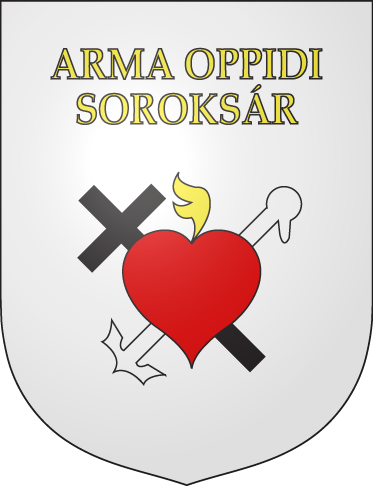
区徽

布达佩斯第二十三区，是匈牙利首都布达佩斯的一个区，总面积40.77平方公里，总人口20 387，人口密度500人/平方公里（2009年1月1日）。